# 73 (nombre)
« Soixante-treize » et « septante-trois » redirigent ici. Pour l'année, voir 73.
Le nombre 73 (septante-trois ou soixante-treize) est l'entier naturel qui suit 72 et qui précède 74.

## En mathématiques
Le nombre 73 est :
- le 21e nombre premier ; il forme avec le précédent, 71, un couple de nombres premiers jumeaux ;
- le 18e nombre chanceux  dans la suite A000959 de l'OEIS ;
- le 5e nombre premier brésilien car 73 = 1118 ;
- dans son écriture décimale, un nombre premier permutable, car une permutation donne 37 qui est également premier ;
  - sa permutation 37 est un nombre hexagonal centré ;
  - 37 justement est aussi le 12e nombre premier ce qui est la permutation de 21 ;
  - 21 est le produit de 7 et de 3
  - Le binaire de 21 est 10101 qui est palindrome
- en binaire, un nombre premier palindrome : 1001001 qui a de plus la particularité d'être un nombre de 7 bits dont trois 1 ;
- en base 8, un nombre uniforme : 111 ;
- un nombre étoilé ;
- le plus petit nombre premier qui soit la somme de trois cubes positifs différents : 73 = 64 + 8 + 1.

Tout nombre entier positif peut être exprimé comme la somme d'au plus 73 puissances sixièmes.

## Calendrier
- Années historiques : -73, 73 ou 1973.
- Division de l'année de 365 jours : 73*5 = 365

## Dans d'autres domaines
Le nombre 73 est aussi :
- Le numéro atomique du tantale, un métal de transition.
- le numéro de la sourate Al-Muzzammil dans le Coran.
- Le numéro du département français de la Savoie.
- Torremolinos 73, film espagnol de Pablo Berger sorti en 2003.
- Dans le 73e épisode de la série télévisée The Big Bang Theory, Le Parasite extraterrestre (The Alien Parasite Hypothesis en version originale), Sheldon Cooper (qui le porte à ce moment sur son T-shirt) le considère comme étant « le meilleur nombre » et son préféré, argumentant en exposant ses caractéristiques mathématiques. Il correspond également à l'année de naissance de son interprète, Jim Parsons (né en 1973).
- Au baseball, le record de home run en une seule saison établi par Barry Bonds en 2001.
- Les opérateurs de radioamateur utilisent souvent le nombre 73 comme manière de dire « amitiés ». Voir Réseau des Émetteurs français (ou tout organisme officiel gérant les radios amateurs) rue de Suède 37100 Tours et même tout radio amateur de la planète.
- Le nombre total de livres dans la Bible catholique, si on considère le Livre des Lamentations comme ne faisant pas partie du Livre de Jérémie.
- 73 et 37 sont des valeurs numériques associées à la Sephirah Hokhmah
- Ligne 73